# Votivmesse
Eine Votivmesse (lat. missa votiva, von lat. votum Gelübde, Wunsch, Anliegen) ist in der Liturgie der katholischen Kirche eine heilige Messe, die aus besonderem Anlass mit einer besonderen Messintention und mit eigenen liturgischen Texten gefeiert wird. Die Anlässe können aus dem Leben einzelner Gläubiger (Krankheit, Pilgerreise, Gedenktag), aber auch aus einem allgemeinen Anliegen oder einer Notlage (Krieg, Naturkatastrophe) abgeleitet sein, oft motiviert durch ein Votum, ein Gelübde, einen Wunsch eines Einzelnen, einer kleineren oder größeren Gruppe.

## Geschichte
Die älteste Form der Votivmessen sind die Totenmessen, in denen für das Seelenheil des Verstorbenen gebetet wird. Weiterer typischer Anlass zu einer Votivmesse ist die Hervorhebung eines bestimmten Glaubensgeheimnisses – etwa zu Ehren des Heiligen Geistes oder zum Heiligsten Herzen Jesu. Darüber hinaus gibt es auch Votivmessen bestimmter Heiliger, Trauungsmessen, heilige Messen zur Feier der Ablegung der ewigen Profess oder beim Empfang der Jungfrauenweihe.
Bereits in der Spätantike belegt – Formulare für Votivmessen finden sich schon im Sacramentarium Leonianum aus dem 7. Jahrhundert –, gewannen die Votivmessen ab dem Frühmittelalter bei den Gläubigen an Beliebtheit, weil man diesen Gottesdiensten eine besondere „Wirksamkeit“ zuschrieb. Einzelnen Wochentagen wurden Ereignisse der Heilsgeschichte als Thema für eine Votivmesse zugeordnet. Zunächst wurde das Anliegen nur im Gebet Hanc igitur im Canon Missae formuliert, dann wurden zunehmend auch andere Teile des Messordo thematisch darauf ausgerichtet. Seit dem Hochmittelalter wurde es Brauch, am Montag eine Votivmesse zur Dreifaltigkeit zu feiern, am Dienstag von den Engeln, am Mittwoch vom heiligen Josef oder den Aposteln, der Donnerstag stand im Zeichen des Heiligen Geistes oder der Eucharistie, der Freitag im Zeichen des Kreuzes und der Passion Jesu Christi, und der Samstag war der Gottesmutter Maria gewidmet.
Nach anfänglich größerer Gestaltungsfreiheit bei Votivmessen bildeten sich erst seit dem Ende des Mittelalters genauere Regelungen heraus. Um einer drohenden Verdunklung des Kirchenjahres durch die Ausweitung der Votivmessen – vor allem in Form häufiger Privatmessen, die den Gemeindegottesdienst überwucherten – entgegenzusteuern, nahm das Messbuch von 1570 Einschränkungen vor. Es erlaubte Votivmessen nur aus dringendem Grund (urgenti de causa) und kannte Votivmessen für die einzelnen Wochentage und zu verschiedenen Anlässen (pro diversis rebus). Bis in die Neuzeit hinein wurde das Messformular des Requiems „ungebührlich“ häufig für Werktagsmessen genommen, weil es der Intention des Messstipendiums als Requiemsmesse für die Verstorbenen der Stifterfamilien entsprach, so der Liturgiewissenschaftler Josef Andreas Jungmann. Seit Beginn des 20. Jahrhunderts ist eine Gegenentwicklung, auch seitens der römischen Kurie, erkennbar.

## Gegenwärtige Praxis
Es wird unterschieden zwischen:
- Messen zu bestimmten Feiern (Ritualmessen, Missae rituales) im Zusammenhang mit der Spendung von Sakramenten und bestimmter Sakramentalien
- Messen und Orationen für besondere Anliegen, für die Kirche, für den Staat und die Gesellschaft, in öffentlichen und besonderen Anliegen (Bittgottesdienste)
- Votivmessen von den Mysterien des Herrn, zu Ehren der seligen Jungfrau Maria, der Engel, eines Heiligen oder aller Heiligen
- Messen für Verstorbene

Das Messbuch für den römischen Ritus enthält Votivmessen zum Heiligen Geist, vom heiligen Namen Jesu, vom heiligsten Herzen Jesu, vom kostbaren Blut unseres Herrn Jesus Christus, von der Eucharistie, von Jesus Christus, dem ewigen Hohepriester, von Maria, der Mutter der Kirche, vom Namen Mariä, von den Engeln, von allen Aposteln, von den hll. Josef, Paulus und Petrus und von allen Heiligen. Im Juli 2025 fügte der Vatikan eine „Messe für die Bewahrung der Schöpfung“ (lat. Missa pro custodia creationis) ins Messbuch ein. Papst Leo XIV. zelebrierte am 9. Juli 2025 erstmals eine Votivmesse in diesem Anliegen.
Votivmessen können nicht stattfinden an den Hochfesten, den Advents-, Fasten- und Ostersonntagen, in der Osteroktav, an Allerseelen, am Aschermittwoch und in der Karwoche. Davon kann nur in einer echten Notlage (gravior necessitas) abgewichen werden.